# Ansonia guibei
Ansonia guibei is een kikker uit de familie padden (Bufonidae).
De soort werd voor het eerst wetenschappelijk beschreven door Robert F. Inger in 1966. De soortaanduiding guibei is een eerbetoon aan de Franse herpetoloog Jean Marius René Guibé (1910 - 1999).

## Algemeen
Deze kikker heeft een buitengewoon klein verspreidingsgebied; slechts één enkele grot; de Mesilangrot in Maleisië in het noorden van het eiland Borneo. De lengte is maximaal 4 centimeter, maar de meeste exemplaren blijven nog kleiner. Het biotoop bestaat uit stenen bij beekjes waar de pad onder schuilt en deze soort is nachtactief, en jaagt op wormen, insecten en andere kleine ongewervelden. Het is een kruipende soort die nauwelijks kan klimmen en niet goed kan springen. De kikkervisjes hebben een lange zuigsnuit om zich aan stenen vast te zuigen; anders stromen ze letterlijk uit de enige populatie die er nog is. Omdat de populatie steeds kleiner wordt door onder andere het toerisme, is deze soort ernstig bedreigd en wordt beschermd door CITES.

## Uiterlijke kenmerken
Ansonia guibei is te herkennen aan de horizontale pupil, oranje iris en met name de huidflapjes bij de cloaca. Verder is de kleur bruin tot bruingrijs met een onregelmatige tekening op de rug, het lichaam is enigszins afgeplat en de poten zijn dun. Deze soort is samen met de meeste anderen uit het geslacht Ansonia ook meer aan het water gebonden dan andere padden en komt nooit ver uit de buurt van de grot waarin hij geboren is.